# Jagdgeschwader 302
A Jagdgeschwader 302 foi uma asa de caças da Luftwaffe, durante a Alemanha Nazi. Formada no dia 1 de Novembro de 1943 em Stade com a criação de um Stab e três Gruppen, esta unidade caracterizou-se por ser uma combate nocturno de caças monolugar. Depois de ser re-equipada com aviões Focke-Wulf Fw 190 A-8, o I./JG 302 foi redesignado III./JG 301 no dia 30 de Setembro. A JG 302 destruiu, pelo menos 348 aeronaves inimigas.

## Comandantes
- Major Ewald Janssen, Novembro de 1943 - Fevereiro de 1944[2]
- Major Kurt Peters, 2 de Março de 1944 - Junho de 1944[2]